# صبيرة (الضالع)
صبيرة هي إحدى قرى الجمهورية اليمنية. تتبع جغرافيا لمحافظة الضالع وإداريًا إلى مديرية قعطبة، ويبلغ تعداد سكانها 2223 نسمة حسب الإحصاء الذي أجري في عام 2004.